# Глущак Анатолій Степанович
Анато́лій Степа́нович Глуща́к (нар. 8 січня 1940, Писарівка, нині Волочиського району Хмельницької області) — український поет, перекладач, шаховий композитор.

## Біографія
Народився 8 січня 1940 року в селі Писарівка Волочиського району.
Закінчив філологічний факультет Одеського державного університету та курси іноземних мов. Нагороджений медалями.
Автор збірок «Мотиви», «Злітне поле», «Сонячний вітер», «Простір», «Тиждень» «Озимина», «Бродячий сюжет: АУЕ ЕУА», книжки перекладів «Автограф». Укладач першої «Антології української морської поезії» та мариністичного збірника «Вічний клич моря».
Перекладає з польської та інших слов'янських мов. У видавництві «Маяк» видав авторську антологію перекладу польських поетів «Польський літературний вітраж» (2007).
Переклав твори таких польських поетів: Ян Кохановський, Адам Міцкевич, Ципріан Каміль Норвід, Марія Конопницька, Ярослав Івашкевич, Станіслав Єжи Лєц, Юліан Тувім, Леопольд Стафф, Тадеуш Ружевич, Віслава Шимборська, Єжи Гарасимович, Тадеуш Новак, Кшиштоф Ґонсьоровський, Войцех Кавінський, Тадеуш Слів'як, Марек Вавжкевич, Ришард Криницький, Єва Ліпська, Галина Посвятовська, Ян Рибович, Станіслав Місаковський та ін.
Лауреат муніципальної премії імені Костянтина Паустовського.
Анатолій Глущак займається шаховою композицією.
Написав низку статей до ЕСУ.

### Поезії
- «Мотиви» (поезії, 1972),
- «Злітне поле» (поезії, 1974),
- «Сонячний вітер» (поезії, 1977)
- «Простір» (книга поезій та перекладів, 1984),
- «Тиждень» (2000),
- «Бродячий сюжет: AVE EVA» (2000; укр. і рос. мовами),
- «Ковчег надії» (вибрані поезії, переклади, 2007).
- «Варта. Ватра. Трава». Книга присвят, покликів, признань (Одеса, 2024). ISBN 978-617-8511-24-1

### Переклади
- Автографи: Книга перекладів А. С. Глущака / Передм. Д. В. Павличка; Худож. Н. А. Дехтяр — Одеса: Маяк, 1988.— 232 с. ISBN 5-7760-0115-3
- Польський літературний вітраж: антологія перекладів / пер., післямова А. Глущака; худ. Г. Палатніков; ред. Є. Ніколаєнко. — Одеса: Маяк, 2007. — 168 с. ; 20 см. — ISBN 978-966-587-161-3
- "Ковчег надії (вибрані поезії, переклади, 2007).

### Упорядкування
- Антологія української морської поезії : від Т. Г. Шевченка до наших днів / Упоряд. і вступ. ст. А. Глущака. — Одеса: Маяк, 2004. — 240. ; 20 см. — (Морська бібліотека). — ISBN 966-587-100-5
- «Вічний клич моря»;
- Степова пектораль : Поетична антологія від Т. Г. Шевченка до наших днів / Упоряд. і вступ. ст. А. Глущака. — Одеса: Маяк, 2011. — 384;— ISBN 978-966-587-169-9.